# Морочко Олексій Валерійович
Олексій Валерійович Морочко (рос. Алексей Валерьевич Морочко; нар. 16 грудня 1972, Сімферополь, УРСР) — радянський, російський та український футболіст, захисник.

## Життєпис
У 1989 році зіграв два матчі в складі сімферопольської «Таврії» — 2 травня у виїзному матчі 1/64 Кубка СРСР проти «Ворскли» (0:3) (вийшов на заміну на 60-й хвилині) та 11 жовтня у виїзному матчі першої ліги проти « Торпедо» Кутаїсі (0:3) (відіграв весь матч). У сезоні 1992/93 років грав за аматорські українські команди «Сурож» (Судак) та «Сіріус» (Жовті Води). У сезоні 1993/94 років у складі «Сіріуса» став переможцем першості перехідною ліги. У 1994-1995 роках грав у другій російській лізі за «Спартак»/«Гекріс» (Анапа). У 1996 році перейшов у клуб вищої ліги «Чорноморець» (Новоросійськ), але через операцію на меніску провів лише 13 матчів у чемпіонаті. У 1997 році перейшов у «Динамо» (Ставрополь) і за півтора року зіграв у першості першого дивізіону 42 матчі. Потім грав у клубах «Арсенал» Тула (1999) та «Шинник» Ярославль (2000). У квітні 2001 року перейшов у клуб другого дивізіону «Металург» (Липецьк). Наступного року вийшов з командою в перший дивізіон, став капітаном. У 2005 році перейшов в «Содовик» (Стерлітамак), з яким також вийшов у перший дивізіон, але в середині сезону 2006 року повернувся в «Металург», який вилетів до другого дивізіону. 16 вересня 2006 у Морочка та ще двох гравців команди — Євгена Шамріна та Дениса Жуковського — стався конфлікт з головним тренером Станіславом Берніковим та його сином Миколою через підозру в договірних матчах. В результаті Морочко отримав поранення гумовою кулею в руку, у нього були зламані щелепа й ніс. Рік по тому Бернікова був засудили до штрафу в 40 тисяч рублів та довічно дискваліфікована (в жовтні 2015 року дискваліфікація була знята). Після цього інциденту Олексій завершив професіональну кар'єру.
Виступав в аматорських командах Ставропольського краю «Гігант» Сотніковське (2011), «Сигнал-КТГ» Ізобільний (2012). У 2011 році став чемпіоном Росії серед ветеранів у складі ФК «Ставрополь».